# Judith Wright
Judith Arundell Wright (Armidale, 31 maggio 1915 – Canberra, 25 giugno 2000) è stata una poetessa australiana.

## Biografia
Interessata alla mistica e primitiva realtà aborigena, esordì nel 1946 con L'immagine che si muove. Tra le altre sue opere si citano I due fuochi (1955), Poemi raccolti (1971) e Il grido per il morto (1981).
È stata candidata tre volte al premio Nobel per la letteratura, nel 1964, 1965 e 1967.

## Premi e riconoscimenti
- Christopher Brennan Award (1974)
- King's Gold Medal for Poetry (1991)
- List of Queensland's Q150 Icons come "Influential artist" (2009)